# 佐星醤油
佐星醤油株式会社（さぼししょうゆ）は、佐賀県佐賀市に本社を置く日本の調味料メーカーである。

## 概要
佐賀城下唐人町で穀物商「吉村商会」を営む吉村善次が跡取り（四代目）とするために婿養子として迎えた佐賀藩士黒田平八の子、吉郎（きちろう）が1897年（明治30年）に設立した佐賀醤油會社が発祥。なお、黒田平八は日本最初の女性化学者である黒田チカの父であり、吉郎にとってチカは妹にあたる。また、吉郎は佐賀商工会議所の会頭や県醤油組合長、佐賀市会議員も務め、吉村商会も穀物商のほかに富国生命保険や、味の素の佐賀代理店を手掛けていた。
更に、理化学研究所に研究員として勤めていた妹・チカの縁で神戸の鈴木商店などと共に理化学研究所が開発した理研陽画感光紙の販売代理店となったが、昭和の初めに富国生命の販売員として熊本で成功を収めていた市村清と出会い、感光紙の販売を持ち掛け、後に営業権を市村に売却している。これが市村清がリコーを設立するきっかけとなった。
現在は醤油等を製造し、店頭での直売や業務用として飲食店への卸売を行っている。ほか、佐賀市の中心商店街である立地を生かし、敷地の一部に立体駐車場を設置し運営している。

### ギャラリー
1931年（昭和6年）ごろの建設である本社建物は、出入り口の曲線を活かした大きなガラス窓建具や庇持送りの装飾はアールデコ様式を思い起こさせ、昭和初期の洋風モダンの導入を示しているとして、「第9回佐賀市都市景観賞」を受賞している。2016年には社屋の一部をギャラリーに改装し、100年前の法被や理化学研究所製の品々、味の素の納品箱、醸造道具などを展示している。

## 沿革
- 1897年（明治30年） - 佐賀市で佐賀醤油會社を創業。
- 1902年（明治35年） - 合資会社に改組。
- 1909年（明治42年） - 商標を「サボシ」とし、ソース製造にも進出。
- 1951年（昭和26年） - 株式会社に改組。資本金300万円。
- 1996年（平成8年） - 資本金を1000万円に増資。

## 主な商品
- かつおだし醤油「こいくち」「うすくち」
- こいくち醤油「菊」「蘭」「梅」「月」「あまくち」
- さしみ醤油「さしみ」
- 元気醤油「こいくち」「うすくち」